# Trattato di Fontainebleau (1762)
Il trattato di Fontainebleau fu un accordo segreto nel quale la Francia cedeva la parte occidentale della Louisiana alla Spagna. L'accordo venne firmato il 3 novembre 1762, ma ratificato dalla Spagna solo dieci giorni dopo; esso fu una conseguenza della battaglia di Signal Hill, durante la guerra franco-indiana nel continente nordamericano. Nel frattempo la Francia era ancora in guerra, dato che era in corso la guerra dei sette anni anche nel Vecchio continente. Nella prospettiva di perdere i territori francesi in Canada, Luigi XV di Francia propose a Carlo III di Spagna di dargli la regione della Louisiana. Il re spagnolo quindi accettò.
Il territorio proposto per la cessione comprendeva sia la parte ad ovest sia quella ad est del fiume Mississippi. L'accordo fu tenuto segreto fino al trattato di Parigi dell'anno successivo, che pose fine alla guerra dei sette anni. I termini specifici del trattato di Parigi diedero la parte orientale della Louisiana all'Impero britannico, mentre quella occidentale restava alla Francia, ivi compresa Nouvelle Orléans e l'isola adiacente. Il trattato di Fontainebleau venne allora reso noto e la porzione della Louisiana spettante ancora alla Francia passò sotto la Spagna.
Nel 1803 questo vasto territorio passò nuovamente alla Francia, ma a seguito della sconfitta francese contro gli insorti dell'isola di Saint-Domingue venne ceduto da Napoleone Bonaparte agli Stati Uniti d'America.